# Connie Mack III
Pour les articles homonymes, voir Mack.
Cornelius Alexander McGillicuddy III, dit Connie Mack III, est un homme politique américain né le 29 octobre 1940 à Philadelphie. Membre du Parti républicain, il est successivement représentant puis sénateur de Floride au Congrès des États-Unis.

## Biographie
Connie Mack III est issu d'une famille impliquée en politique. Son grand-père Morris Sheppard (en), fils du représentant John Levi Sheppard (en), était sénateur du Texas. Après le décès de Sherppard, sa grand-mère épousa un autre sénateur du Texas, Tom Connally (en),. Son grand-père paternel est le joueur de baseball Connie Mack.
Connie Mack III étudie au lycée de Fort Myers, en Floride, où il rencontre sa future femme Priscilla Hobbs. Leur fils est le représentant Connie Mack IV. Diplômé de l'université de Floride en 1966, il devient banquier.
Connie Mack III débute en politique au sein du Parti démocrate et dirige les jeunes démocrates du comté de Lee. Il rejoint le Parti républicain en 1979.
Il est élu à la Chambre des représentants des États-Unis en 1982 et est réélu à deux reprises,. Candidat modéré en 1982, il devient plus conservateur durant son mandat et se rapproche de la Conservative Opportunity Society de Newt Gingrich.
Il se présente au Sénat en 1988 face à son collègue démocrate Buddy MacKay. Le démocrate sortant, Lawton Chiles, ne se représente pas. Notamment porté la victoire de George H. W. Bush,, Connie Mack III est élu de justesse avec 30 000 voix d'avance sur plus de 4 millions de bulletins. Il est largement réélu en 1994, remportant plus de 70 % des suffrages et la totalité des comtés de l'État. Il ne se représente pas en 2000, le démocrate Bill Nelson lui succède.